# テニス・チャンネル
テニス・チャンネル（Tennis Channel）はアメリカ合衆国のテニス専門チャンネル。

## 概要
インターナショナル・マネジメント・グループと元テニス選手ピート・サンプラスとアンドレ・アガシをはじめとする投資家が投資している。
同チャンネルは2003年5月に開局。2008年に錦織圭がツアー初優勝したデルレイビーチ国際テニス選手権はこのチャンネルで中継された。その他、ラスベガスで開催されるテニス・チャンネル・オープンの主催者でもある。
日本でもGAORAに一部番組が提供されている。

## 主な番組
- ATP・WTAツアー中継
- ATPテニスショー